# 中華民國駐挪威大使列表
本列表為中華民國駐挪威歷任大使與代表名錄。1950年1月，中華民國與挪威斷交，1月14日關閉駐挪威大使館。1980年8月26日，於首都奧斯陸設立具大使館功能的駐挪威台北商務處（Taipei Trade Center）。1992年12月17日，更名為駐挪威台北經濟文化辦事處（Taipei Economic and Cultural Office）。1999年10月16日，再更名為駐挪威台北代表處（Taipei Representative Office in Norway）。2017年9月30日，代表處關閉。

## 歷任代表（1980年－2017年）
2012年9月，中華民國外交部為統一駐外人員內部職稱，明定大使館、代表處設大使、公使，代表處對外仍稱代表、副代表；辦事處設總領事、副總領事，對外仍稱處長、副處長。
| 姓名   | 到任           | 離任           | 外交銜級 對外名義 | 外交職務 本職職務 | 備註 | 備註 |
| ------ | -------------- | -------------- | ----------------- | ----------------- | ---- | ---- |
| 姜孝靖 | 1980年10月14日 | 1984年5月8日   | 主任              | 代表              |      |      |
| 姜孝靖 | 1984年5月8日   | 1988年10月11日 | 代表              | 代表              |      |      |
| 劉祥璞 | 1988年10月11日 | 1991年4月22日  | 代表              | 代表              |      |      |
| 劉棫   | 1991年4月17日  | 1992年7月17日  | 代表              | 代表              |      |      |
| 徐啟明 | 1992年7月14日  | 1994年1月17日  | 代表              | 代表              |      |      |
| 左紀國 | 1994年4月4日   | 1997年8月27日  | 代表              | 代表              |      |      |
| 施克敏 | 1997年11月12日 |                | 代表              | 代表              |      |      |